# نلو ماشا
نلو ماشا (ایتالیایی: Nello Mascia؛ زادهٔ ۲۸ دسامبر ۱۹۴۶) بازیگر اهل ایتالیا است.
از فیلم‌هایی که وی در آن نقش داشته‌است، می‌توان به شام و گورباچف اشاره کرد.